# ボートピアみやき
ボートピアみやき（ボートピアみやき）は佐賀県三養基郡みやき町にある競艇場外発売場である。

## 概要
当初はミニボートピアみやきとして2009年11月14日にオープンしたが、2010年9月15日から17日までの3日間に屋外発券場やATMコーナーの新設と発券機の増設の改修などフル施設化への改修工事を行ない、2010年9月18日よりボートピアみやきとしてリニューアルオープンした。

## 発売レース
発売するレースは唐津競艇場で開催される全競走と福岡競艇場で行われる一部の競走他、SG、GI、GIIの全競走と全国の各地競艇場で開催されている一般戦、GIII戦やナイターレース（桐生、蒲郡、住之江、丸亀、若松の各競艇場）のいずれかで、1日5場体制で発売する。発売締切時刻は各競走の本場締切時刻2分前である。なお前日発売は行われない。

## 施設概要
一般席と有料指定席の2種類ある。一般席は周りにアクセントカラーを取り込む事でより元気で明るい雰囲気を出すようにデザインされている。一般席の数は136席あり、65インチのプラズマテレビを合計30台（内、椅子付6台、競走成績、前売オッズ用4台自動発払機付近16台、一般喫煙室4台）設置しており、各競艇場のオッズ、実況、展示タイムなどをリアルタイムで見ることができる。
インフォメーションの右側に売店と食堂旬亭「八福」がある。売店には、スポーツ新聞は置いてあるが、予想紙（唐津競艇場の予想紙「かもめ」や関東、近畿などで発売する予想紙「競艇ニュース」や「艇友ニュース」など）は発売していない。
施設内にATMコーナー（筑邦銀行）、施設外に屋外発券場がある。
トータリゼータシステムは唐津競艇場と同様、富士通フロンテック製であり、2013年4月1日から全国総合払戻サービス「どこでもはらいおん」により、ボートピアみやきで発売された投票券が、他の競艇場や一部ボートピアなどで払い戻しが可能となった（その逆も可）。

## 有料指定席・料金
有料指定席はインフォメーションの隣に入口がある。手前のインフォメーションでお金を払い、席を選べる。有料指定席の数は76席ある。ただし、未成年者の利用はできない。有料指定席は電話予約、会員制などがない、誰（未成年者を除く）でも気軽に入場ができる。有料指定席の周りには重厚で高級感を演出している。各席（テーブル）にモニターを設置しており、レースの実況、オッズ、詳細情報などを見ることができる。65インチテレビのプラズマテレビを合計14台（内、席側6台、有料指定席専用の喫煙室4台、喫煙室入口前4台）設置している。なお、一般、有料指定席の喫煙室以外の施設内は禁煙である。夕方（ナイター）になると、料金が変わるので注意して買う必要がある。
- 昼コース（午前10時から午後4時30分）ドリンクカード付き1000円 ドリンクカード＋旬亭「八福」食事券付き1500円
- 夜コース（午後5時10分からナイター終了まで）ドリンクカード付き500円 ドリンクカード＋旬亭「八福」食事券付き1000円
- 一日コース（午前10時からナイター終了まで）ドリンクカード2枚付き1500円 ドリンクカード2枚＋旬亭「八福」食事券付き2000円

ただし満員の場合は販売終了することがある。

## アクセス

### 自動車
- 九州自動車道鳥栖インターから国道34号を経由し、佐賀市方面へ15分。
- 長崎自動車道東脊振インターから10分（国道385号三田川バイパスを大川・神埼方面に（南へ）進み、国道34号と交じり合う交差点吉野ヶ里町田手から鳥栖方面へ）

### 公共交通
鉄道
- 九州新幹線 新鳥栖駅から車で15分
- 長崎本線 中原駅から車で5分
- 西鉄天神大牟田線 西鉄久留米駅から車で20分

バス
- 西鉄バス佐賀 切通しバス停下車5分（中原経由JR鳥栖駅行き43番、目達原経由神埼駅通り行き43番）

## その他
不定期に、イベント「みやき祭」を開催しており、イベント期間中は当日3,000～10,000円以上の舟券を当施設において購入するとスピードくじを引くことができ、当たるといろんな賞品がもらえる。ただし、数に限りがある為商品がなくなりしだい終了することがある。
施設内に無料の給水機（お茶）はないが、無料の飲料用の水がある。